# Tussinger Antal
Tussinger Antal (Budapest, 1939. szeptember 7. – 2019. december 25.) magyar labdarúgó, hátvéd.

## Pályafutása
1962 és 1970 között a Bp. Honvéd labdarúgója volt. Tagja volt az 1964-es Magyar Népköztársaság Kupa-győztes csapatnak. Utolsó élvonalbeli mérkőzésen a Csepeltől 2–0-ra kikapott csapata. Összesen 137 bajnoki találkozón lépett pályára a klub színeiben, ezalatt 19 gólt szerzett. Háromszor ezüstérmes, egyszer bronzérmes volt a csapattal a bajnokságban. Többszörös B-válogatott, az 1964. évi nyári olimpiai játékokon lábtörése miatt nem szerepelhetett. Visszavonulása után egy ideig a klub elnökségének tagja volt.

## Sikerei, díjai
- Magyar bajnokság
  - 2.: 1964, 1969
  - 3.: 1970-tavasz
- Magyar kupa (MNK)
  - győztes: 1964
  - döntős: 1968, 1969
- Kupagyőztesek Európa-kupája (KEK)
  - negyeddöntős: 1965–66